# Stuwmeer van Irkoetsk
Het Stuwmeer van Irkoetsk (Russisch: Иркутское водохранилище; Irkoetskoje vodochranilischtsche) is een stuwmeer op de Angara in de oblast Irkoetsk in Rusland.
Het stuwmeer bevindt zich niet ver ten noordwesten van het zuidwestelijke uiteinde van het Bajkalmeer. Ten noordoosten van het stuwmeer strekken zich de zuidwestelijke uitlopers van het Bajkalgebergte uit, in het westen liggen dan weer de oostelijke uitlopers van de Oostelijke Sajan.
De stuwdam en de waterkrachtcentrale staan aan de zuidoostelijke rand van Irkoetsk en liggen 405 meter boven zeeniveau.
Door de ongeveer tweeënhalve kilometer lange en 44 meter hoge stuwdam van het Stuwmeer van Irkoetsk, waarvan het maximale volume 4,6 miljard m³ is, hoopt het water in de Angara zich 28 meter hoog op tegen de dam. Het water van de rivier wordt ook op die manier tot 60 kilometer stroomopwaarts opgehouden. De waterspiegel in het Bajkalmeer wordt er net niet door beïnvloed. Toch zijn er ook bronnen die dit laatste tegenspreken. Ze gewagen van een verhoging van 1,4 meter tot 6 meter wat een totaal volume van 45,8 miljard m³ met zich mee zou brengen.
De waterkrachtcentrale, die onderdeel uitmaakt van de ontsluiting van de regio van de Angara-Jenisej, werd in de jaren 50 van de twintigste eeuw gebouwd en levert 660 MW.